# Ewiges Licht
Das ewige Licht ist in der Synagoge und der katholischen Kirche ein immerwährendes Licht. Es dient als Symbol zur Erinnerung an die ständige Gegenwart Gottes.

## Ewiges Licht im Judentum

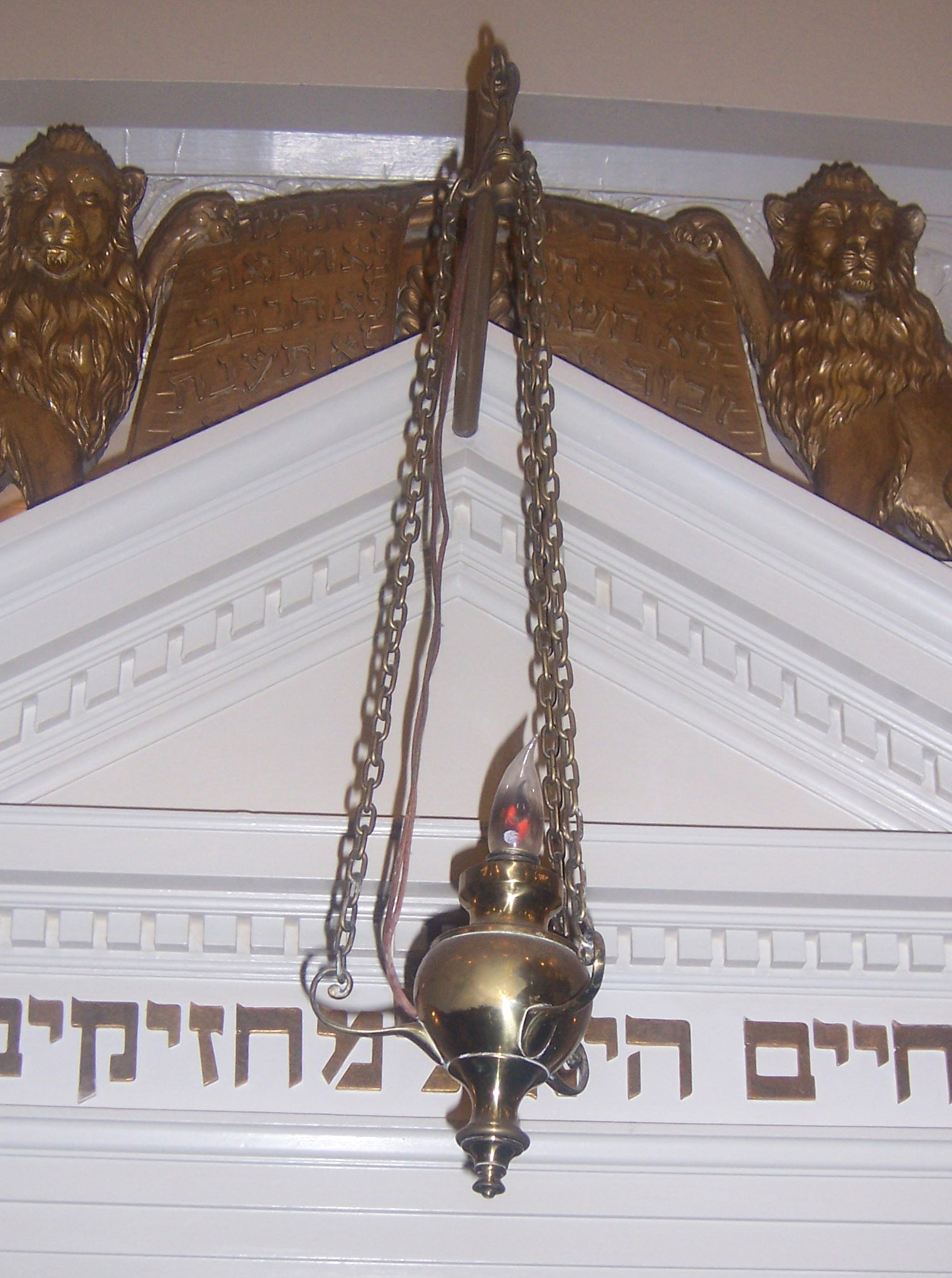
Das ner tamid über dem Toraschrein in der Synagoge

In Synagogen befindet sich das ewige Licht (Ner Tamid) vor dem Toraschrein. Es brennt normalerweise in einem Behälter, der durch Ketten an der Decke aufgehängt wurde. Das esch tamid war früher ein anderes ewiges Licht, das im Altar des Mischkan aufgestellt war.

## Ewiges Licht in der katholischen Kirche

### Bedeutung
Das ewige Licht ist eine Leuchte, die immerwährend brennt und den Standort des Tabernakels anzeigt, in dem die konsekrierten Hostien aufbewahrt werden. Als alttestamentliche Prophezeiung dazu wird (Jes 60,19–20 ) gesehen:

„Bei Tag wird nicht mehr die Sonne dein Licht sein, und um die Nacht zu erhellen, scheint dir nicht mehr der Mond, sondern der Herr ist dein ewiges Licht, dein Gott dein strahlender Glanz. Deine Sonne geht nicht mehr unter und dein Mond nimmt nicht mehr ab; denn der Herr ist dein ewiges Licht, zu Ende sind deine Tage der Trauer.“

### Geschichte

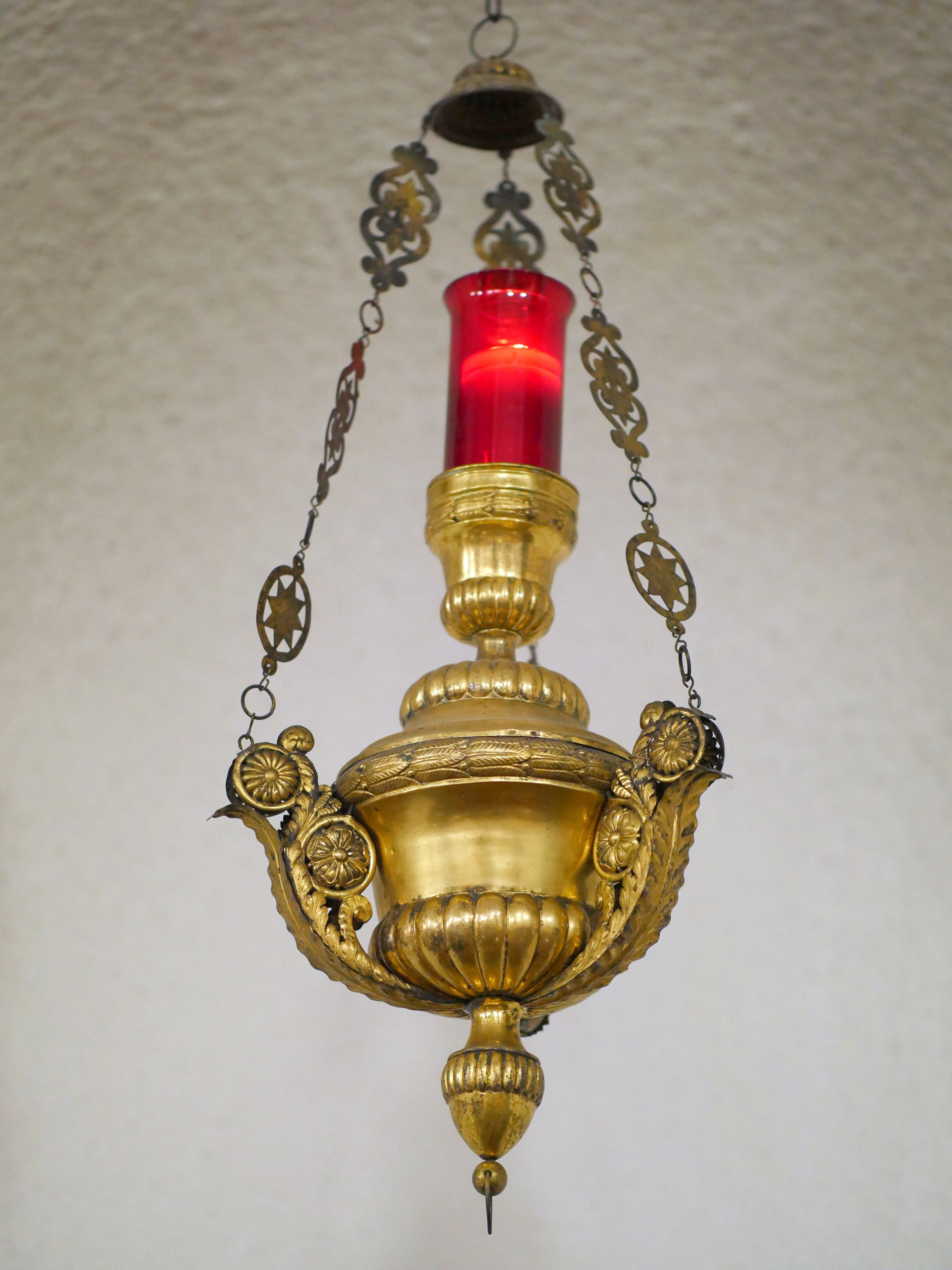
Ewiges Licht in einer katholischen Kirche

Der Brauch, am Tabernakel ein ewiges Licht anzubringen, kam im 13. Jahrhundert nach Europa, abgeleitet vom Brauch in den  orthodoxen Kirchen des Orients, in denen ein solches Licht vor der Ikonostase aufgestellt wird. Dort war er bereits um das Jahr 400 herum üblich. So ließ man Lichter an den Gräbern der Märtyrer und vor den Altären brennen. Zu diesem Zweck ersetzte man das ursprüngliche Kerzenlicht durch die vornehmlich durch Olivenöl gespeiste Öllampe.
Die Hauptfunktion des ewigen Lichtes ist es, als Zeichen der Verehrung vor dem im Tabernakel aufbewahrten Allerheiligsten zu brennen. In der Grundordnung des  Römischen Messbuchs heißt es: „Nach überliefertem Brauch hat beim Tabernakel ständig ein mit Öl oder Wachs genährtes besonderes Licht zu brennen, wodurch die Gegenwart Christi angezeigt und geehrt wird.“ Wiewohl diese Farbe nirgends vorgeschrieben ist, brennt das ewige Licht traditionell in einer Lampe mit einem roten Schirm.
Es gibt verschiedene Arten von Lampen: als an drei Ketten herabhängende Ampel, an der Wand befestigt oder als Standleuchte in unmittelbarer Nähe des Tabernakels. Im Triduum Sacrum wird am Gründonnerstag nach der Übertragung des Ziboriums an seinen provisorischen Aufbewahrungsort nach der Feier des letzten Abendmahls das ewige Licht am Tabernakel gelöscht und erst zum Gloria in der Osternacht wieder entzündet, da der Tabernakel zwischenzeitlich leersteht.